# 向阳街道 (九江市)
向阳街道，原名西二路街道，是中华人民共和国江西省九江市浔阳区下辖的一个街道办事处。1992年成立。位于浔阳区西南部。
2020年，从西二路街道办事处析出畔湖、园艺、怡祥苑等3个居委会，设立八里湖街道办事处，西二路街道办事处更名为向阳街道办事处。

## 行政区划
向阳街道下辖以下村级行政区划单位：
向阳社区、湖中社区、西二路社区、螺蛳墩社区、新湖社区、西林村、双塔村和刘家塘村。